# Lizine
Lizine é uma comuna francesa na região administrativa de Borgonha-Franco-Condado, no departamento de Doubs. Estende-se por uma área de 7,33 km². Em 2010 a comuna tinha 95 habitantes (densidade: 13 hab./km²).